# Nopalillo
Nopalillo är en ort i Mexiko.   Den ligger i kommunen Metepec och delstaten Hidalgo, i den sydöstra delen av landet, 120 km nordost om huvudstaden Mexico City. Nopalillo ligger 2 192 meter över havet och antalet invånare är 376.
Terrängen runt Nopalillo är varierad. Runt Nopalillo är det tätbefolkat, med 530 invånare per kvadratkilometer. Närmaste större samhälle är Tulancingo, 18,3 km söder om Nopalillo. Omgivningarna runt Nopalillo är en mosaik av jordbruksmark och naturlig växtlighet.